# ヨメイロちょいす
『ヨメイロちょいす』は、tenklaによる日本の漫画作品。

## 概要
『チャンピオンRED いちご』（秋田書店）Vol.4（2007年10月5日発売）からvol.9（2008年8月5日発売）まで連載された後『チャンピオンRED』本誌へ移籍して2008年12月号から2011年10月号まで連載された。
少年誌掲載作品ながらも、15歳以下の少女たちが指で女性器を左右に拡げて陰唇内を見せる「くぱぁ」（但し、女性器の描写は擬音を被せたり石鹸の泡で隠す等の処理を行っている）の多用を始めとする過激な描写で話題となったことから、増刊の『いちご』より『RED』本誌に移籍した初めての連載作品となった。『いちご』での連載時はラブコメ的なエピソードが比較的多かったのに対し『RED』本誌への移籍後はラブコメ的展開は余り見られなくなり、ギャグ路線が中心になっている。
2010年～2012年、長崎県において1巻から6巻までが県少年保護育成条例に基づく有害図書類に指定された。

## 話数について
雑誌掲載時の話数は『RED』に移籍した際に第1話から数え直されたが、単行本では『いちご』から継続して話数を振っている。したがって、『RED』掲載第1話は単行本で第7話となり、以後も『RED』掲載話数に6を加えた数が単行本掲載話数になる。
さらに一部の作品はミスにより状況が複雑になっている。2010年2月号において話数を前号と同じ第14話にしてしまい、同年8月号まで気づかれずに1話ずれたままとなった。その結果、この間の作品には「雑誌に記載された誤った話数」（第14〜20話）、「本来の正しい雑誌掲載話数」（第15〜21話）、「単行本の話数」（第21〜27話）の3種類の話数が存在する。
本記事では特に断らない限り単行本の話数を使用する。

## ストーリー
桜我咲久は女の子と話すのが苦手で、これまで何回も告白されるたびに交際を断り続けている。幼馴染みの花凜はそんな咲久を見かねていつも世話を焼きたがるが、咲久はそのせいで自分は女の子と話すのが苦手になったと思い込んでいた。そんなある日、咲久が住むマンションの一室に咲久の従姉・紅蘭が同居することになるが、3人の前に突如としてきぃろと名乗る少女が未来世界からのタイムトラベルによって出現する。
きぃろは、自分は咲久と花凜の娘だが咲久の未来が不安定化しているために咲久が花凜以外の女性と結ばれると自分の存在が消滅してしまうと言い、咲久と花凜に対して今すぐ子作りをするよう強要する。ところが、その直後に今度は咲久と紅蘭の娘と名乗るヒィロが出現。さらに、咲久とクラス委員長・芽吹の娘と名乗るもぇぎも現れ、3組の母子による咲久争奪戦が幕を開ける。

## 登場人物
声優は2010年9月号付録ドラマCDのもの。
桜我 咲久（さくらが さく）
声 - 真田アサミ
主人公。第1話時点で年齢15歳。マンションの一室で両親と離れて暮らしている。突如として現れた3人の娘たちにそれぞれの母と子作りをするよう強要されるが、咲久自身は異性とのコミュニケーションが苦手なためただ振り回されるだけの状態が続いている。
とは言え乗せられやすい性格のため、一旦振り回され始めると本人も半ば洗脳され気味に楽しんでいるようにも見える。
他人を思いやる心優しい性格だが、生活面は自堕落で人に任せっきり（特に紅蘭に）、いい加減なネタ発言（特に花凜に）が目立つ。
花凜（かりん）
声 - 喜多村英梨
咲久の幼馴染みで、15歳の少女。咲久と同学年だがクラスは異なる。何かにつけて咲久の世話を焼きたがり、咲久が異性からの告白を断り続けていることを心配していた。そんな折に突然、現れた自分の娘・きぃろに咲久との子作りを強要されて戸惑うが、きぃろが母（きぃろの祖母:美凛）を籠絡して強引に咲久の隣室へ引っ越させたため現在はマンションできぃろと2人暮らしをしている。
咲久に好意を持ってはいるが天邪鬼な性格のため好きであることをうまく表現できず、同居している紅蘭の手前どうしても一歩引き気味にいる。また、距離が縮まるたびに咲久が空気の読めない発言をし、いつもそこで暴力に走っては離れてゆくため、一向に好意が伝わらないでいる。しかしきぃろには咲久が好きであることを打ち明けており、きぃろが子作り前の準備と称して花凜の性器を指で愛撫した際には、好きな咲久のことを考えながら性器を刺激される快感に悶え、きぃろの指に糸を引くほどの愛液を溢れさせていた。
咲久と同じく生活面も自堕落気味であり、料理などもからっきしであるため、3人の「嫁」の中では最も嫁としての資質が少ない。
体型は安産型。歳相応の肉付きのいい身体をしており、なかなかの美乳である。作中最も「くぱぁ」が多く、様々な体勢や衣装で女性器を拡げる姿を披露した。特に『RED』に移行した際は巻頭カラーから最も過激な「くぱぁ」が描かれ、指4本を使って(擬音による隠しが無ければ)膣内の様子まで丸見えになってしまうほど女性器を大きく押し拡げてアップで見せた。しかしやはり全年齢向けの単行本としてはあまりに過激だったためか、このシーンは単行本では差し替えられている。
きぃろ
声 - 岡嶋妙
自称・咲久と花凜の娘で、咲久のことを「パパン」、花凜のことを「ママン」と呼ぶ。未来世界からタイムトラベルによって出現し、自分の消滅を防ぐため咲久と花凜に対して子作りを強要する。強引に結果を求める余り、未来世界の道具で騒動を起こして失敗することが多い。黄色のスーツと帽子を着用していて、カレーが好物である。年齢的にはもぇぎより下でヒィロよりは上。胸はやや膨らんでおり、「おっぱいが膨らみ始めなので触ると痛い」と発言していることから、第二次成長期あたりの年齢(10～12歳)と思われる。着用している下着は、幼児体型に似合わずローレグである。『いちご』掲載時は子供ながら乳首の露出や、もぇぎに対抗してエッチな娘を欲しいと思わせるために咲久の前で全裸で脚を開いてまだ幼い女性器を指で拡げて見せ「きぃろのここ好きなだけ洗っていいよ」と発言するなど、所謂「幼女枠」として他のヒロインと違わないレベルの過激な描写があったが、『RED』に移行してからは「子供だから」という理由でそういった描写は減っている。
美凛（みりん）
花凜の母で花嫁修業の一環としてあえて悪役となり、数々の試練を与えるだけで無く、自ら咲久を誘惑する。花凜とは異なり豊満な胸を持つ。咲久も当初は豊満な胸を利用した誘惑に対して抵抗するが、やがて理性だけでは抵抗し切れなくなりその豊満な胸に顔を埋める。きぃろの性格は隔世遺伝の可能性がある。
最終巻では咲久が小さいころから筆下ろしを狙っていたことをカミングアウトした。
紅蘭（くらん）
声 - 清水香里
咲久の従姉。性格は花凜と逆で内向的だが、咲久に対する好意の表現は意外と積極的であり、娘達が来る前から「お嫁さんになる」と咲久本人へも伝えている。引越してきたため咲久たちと同じ学校へ通うことになり、それならと咲久の両親の計らいで咲久と同居することとなる。幼少の頃、実家で咲久に告白（とも言える発言）をされたことを覚えており、3人の「嫁」の中では結婚願望を最も強く抱いているが、咲久の方は紅蘭に告白したことを覚えていない。とは言え、咲久と娘のヒィロとの3人で生活をしているため既に結婚生活に近い状態である。
家事全般は得意で料理も上手く、同居を始めてからは咲久の身の回りのことは全て彼女がこなしている。そのためか咲久に怠け癖がついてしまったことを気にしている。
3人の「嫁」の中では一番の巨乳。また、告白された他にも幼少時代の咲久にお医者さんごっこでパンツを脱がされた恥ずかしい思い出も覚えている。内向的で淑やかな性格の一方、恥じらいながらも咲久に対し妙に積極的にエッチなアピールをする事もあり、幾度となく咲久の前で乳房を露出させパイズリや授乳をしてあげようとした。
ヒィロ
声 - 今井麻美
自称・咲久と紅蘭の娘で、咲久のことを「父の人」、紅蘭のことを「母の人」と呼ぶ。さらに、きぃろを「黄色い人」、もぇぎを「緑の人」と呼ぶ。3人の「娘」の中では一番年少であり、他人に説明する時きぃろのことを「姉」とも呼んでいた。
きぃろと同じく、自分の消滅を防ぐため咲久と紅蘭に子作りを求めるが結果オーライのきぃろに対し、互いの絆を深めるためのスキンシップを重視する方針を採っている。基本的に無口で感情を表に出すことは少ないが、子猫を育てる等心優しい一面も持つ。また、本人の服装もネコミミやネコ尻尾を意識したものとなっている。
母である紅蘭とは対照的に、きぃろに「無乳」と言われるほど胸はまっ平らだが、これは幼いためであり成長した時の姿は一変し、母親譲りの巨乳になっていた。
きぃろより更に年少なためか露出することはあまりないが、母親を推し進める手段は他の2人の娘と違わずどこかぶっ飛んでおり、「咲久の精子を採取して紅蘭に与える」という作戦の際には咲久を射精させるためにヒィロは自らの下半身を咲久の顔に押し当て勃起を促しつつオナホールを使って咲久の陰茎をしごき上げた。
梢 芽吹（こずえ めぶき）
声 - 清水愛
咲久のクラスメイトで、花凜は咲久とは幼馴染。クラスの委員長だが、背が低いため「委員小」（いいんしょう）とからかわれていることを気にしており、無理にご飯を多く食べている。性格は品行方正で、特に不純異性交遊には厳しい態度で臨んでいるが、重度の恥ずかしがり屋でもあり、裸になるなり妄想するなりして恥ずかしさが極限に達すると性格が一変して自発的に色仕掛けをしてしまう。このため暴走キャラになっているが、正気に戻った途端鼻血を吹いて倒れてしまうことがパターン化している。3人の「嫁」で唯一、フルネームが判明している。花凜に説明を受けるまで、きぃろとヒィロは姉妹であり紅蘭の娘であると思い込んでいた。
身長に見合うロリ体型で裸になるとさながら小学生のようであり、所謂「合法ロリ枠」となっている。特にもぇぎの策略で股間に赤貝を付けた状態で開脚するシーンはあまりの過激さに一部では話題となった（赤貝という建前、擬音やモザイクなどによる隠しが一切されておらず、また見た目も幼いため、一見すると女子小学生が脚を開いている様子が小陰唇のヒダまで無修正で描写されているようにしか見えない。これだけに止まらず更には箸で女性器を拡げて見せ、赤貝であることを免罪符に読者サービスと言わんばかりに無修正で「くぱぁ」された陰唇内がアップで描かれている。その描写は少年誌の域を完全に超えており、箸で押し拡げたためかろうじて閉じていた小陰唇のヒダも捲れあがってしまい、拡がった陰裂の奥からはとうとう膣口までもがいやらしく顔を覗かせ、少年読者の前に剥き出しとなった芽吹の膣口からはトロトロの愛液が滴り出ていた。）。
出番が少ないことを度々娘に指摘されてヘコんでいる。
もぇぎ
声 - 近村望実
自称・咲久と芽吹の娘で咲久のことを「とーさん」芽吹のことを「かーさん」と呼ぶ。きぃろやヒィロと同じく、自分の消滅を防ぐため咲久と芽吹に子作りを求めるが、勝つためには手段を選ばず、未来世界の道具を駆使して他人を陥れることも辞さない不良娘である。また、自らが裸になってアピールし、芽吹を「嫁」に選んだ場合はきぃろやヒィロとは違い娘のもぇぎとも日常的にエッチができる事を武器に自分を欲しいと思わせ咲久に自分を産ませようとする手段もとるが、本来の芽吹を推し進める目的を忘れて単に咲久を誘惑して楽しんでいる節も多く見られる。言動も粗暴で大雑把なため、芽吹は「しつけ」と称して幾度となくもぇぎの尻を叩いている。
母親の芽吹とは逆で巨乳でスタイルが良く、普段着も露出度が高いものを好むためきぃろからは露出狂と呼ばれることも。3人の「娘」の中では一番年長であり、咲久らとほとんど年齢は違わない。そのためか『RED』に移行してきぃろやヒィロの露出シーンが減ってからも「娘」たちの中では唯一裸姿の露出シーンが非常に多く、「大人の姿になって露出」など間接的な表現に留まったきぃろやヒィロに対し、もぇぎは終始実年齢のまま裸を披露し続け、序盤以降の「娘」のエロシーン枠をほぼ一人で担っていた。特に自慢の大きな胸やピンと勃った乳首を披露することが多い。前述のように、自分を産んでくれた場合には娘ともエッチができるアピールとして、咲久に乳首や性器を擦りつけたり、クリトリスを触らせようとするなど様々な性的誘惑をする小悪魔的存在である。基本的には芽吹と咲久の子作りを推し進めるためそれらのアピールに留まるが、誘惑が楽しくなってくると自身との本番行為も許容範囲内であり、避妊するならいっかと言いコンドームを用意して咲久と親子同士でのセックスをして楽しもうとした（しかしきぃろに妨害された）。また、芽吹と共に「親子丼」をするなら生でのセックスもOKであり、ほとんど遊び感覚で芽吹ともぇぎで親子揃って妊娠しようともしている。
母親と同じく出番がやや少ない（というより浮いている）ためか、ハブられキャラとなっている。
セルリァ・桜我・クロイゼルング（セルリァ・さくらが・クロイゼルング）
他の3人よりかなり後に登場した第4の「娘」。咲久のことを「父様」、母親のことを「母様」と呼ぶ。ヒィロからは「青い人」と呼ばれる。外見から年齢はきぃろとほぼ同じと推察される。
名門だったクロイゼルング家だったが、咲久と母親が結婚したせいで没落した。そのため、自分が消滅するのは覚悟の上で咲久を去勢するために未来からやって来た。もぇぎに教えてもらうまで『子供の作り方』を知らなかった。
その後考えを改め他の「娘達」と同様に咲久の子供に生まれることを望むが、咲久の身近に住んでいないため出番は非常に少なく、咲久争奪戦にはほとんど参加できていない。
ローゼマリー・クロイゼルング
セルリァの母親。ドイツ人で、名門出身の退魔師。豊満な体型をした成人女性で、初登場時は咲久の学校の養護教諭に化けて現れた。当初は「お嬢様女子高生」という設定だったがセルリァともども、没になったキャラクター。担当の編集者に「年増にしてラスボス風にするなら登場させても良い」と言われて大幅な設定変更をした上での登場となった。
グレイスン
セルリァのお供の、羊型ロボット。
茂部（もぶ）
咲久のクラスメートの女子で名前の通りたびたび登場するモブキャラ。咲久は茂部のことをピュアな性格と思っていたが、兄の部屋で成人向けの本を読んでいたりと実はなかなかにエッチな女の子であった。咲久に関わるたびにエッチな目に合い元々のエッチな性格もありピュアなキャラが壊れてゆく。性器にカンチョーされて恍惚としたり、オーディションと言われてスカートの中を見せたり、校内にも拘らず咲久の前で制服を脱ぎ下着を股間に食い込ませてきゅんきゅんしてきたりと、意外にエッチな目にあうことに抵抗はない様子。
最終話ではどさくさに紛れて自らもパンツを下して子作りに参加しており、咲久の勃起した陰茎を見て大興奮していた。
座古 的人（ざこ てきと）
咲久のクラスメートの男子。名前は「雑魚」だが男性キャラでは咲久以外で名前が判明している唯一の人物。ごく普通の男子高校生。
担任の先生
英語の教師で独身、目が細い。

## 単行本
- tenkla 『ヨメイロちょいす』 秋田書店〈チャンピオンREDコミックス〉、全6巻

1. 2008年11月5日初版発行、2008年10月20日発売 ISBN 978-4-253-23401-6
2. 2009年7月5日初版発行、2009年6月19日発売 ISBN 978-4-253-23402-3
3. 2010年2月5日初版発行、2010年1月20日発売 ISBN 978-4-253-23403-0
4. 2010年9月5日初版発行、2010年8月20日発売 ISBN 978-4-253-23404-7
5. 2011年5月5日初版発行、2011年4月20日発売 ISBN 978-4-253-23405-4
6. 2011年11月5日初版発行、2011年10月20日発売 ISBN 978-4-253-23406-1